# AIK Ishockey Damer
AIK Ishockey Damer bildades 1998 och laget gjorde debut i högsta serien, Division I, samma år. Klubben har fyra SM-guld (2004, 2007, 2009 och 2013) och har spelat final ytterligare tio gånger: (1999, 2000, 2002, 2003, 2005, 2006, 2007, 2013 och 2015). Laget har också deltagit i IIHF European Women Champions Cup fem gånger (2004/2005, 2005/2006, 2006/2007, 2007/2008 och 2013/2014), och vunnit fyra av de fem gångerna. Senast (2013/2014) tog de silver.

## Historia
AIK Ishockey Damer bildades 1998 och det första året gick laget till SM-final, som man förlorade mot Mälarhöjden/Bredäng Hockey. Säsongen därpå, 1999/2000 gick laget till SM-final igen, som man återigen förlorade mot M/B Hockey. Efter det har AIK varit i final 2002 och 2003 men man förlorade mot M/B båda gångerna. Säsongen 2003/2004 vann man för första gången SM-guld efter seger mot Limhamn Limeburners HC med 5–2 i finalen. Säsongerna därpå, 2004/2005 och 2005/2006, spelade laget SM-final igen men båda gångerna förlorade man mot M/B. 
Inför säsongen 2006/2007 lade M/B Hockey ner sin ishockey för damer och många spelare gick till Segeltorps IF, som kallades det "nya M/B Hockey" i serien. AIK vann grundserien före Segeltorps IF och i slutspelet vann AIK kvartsfinalen mot Växjö med 10–1 och semifinalen mot Örebro HK med 12–1. I SM-finalen vann laget över Segeltorps IF med 2–1 efter förlängning. 2007 vann AIK även European Women Champions Cup för tredje året i rad efter fyra raka vinster. Säsongen 2007/2008 förlorade de svartgula SM-finalen med 2–5 mot Segeltorps IF, medan man säsongen 2008/2009 slog samma lag i SM-finalen med 5–0. Säsongen 2009/2010 åkte AIK ut i kvartsfinalen efter att ha besegrats av Modo Hockey med 2–1 i matcher.  
Säsongen 2023/2024 slutade AIK sist i SDHL och tvingades kvala mot Skellefteå AIK och man förlorade den matchserien med 2–0 i matcher och degraderades ner till NDHL.

## Truppen
(L) – Inlånad spelare
| Nr        | Pos | Spelare                    | Land     | S/H | Födelsedatum      | Längd  | Vikt  | Födelseort |
| --------- | --- | -------------------------- | -------- | --- | ----------------- | ------ | ----- | ---------- |
| Målvakter |     |                            |          |     |                   |        |       |            |
| 30        | MV  | Tilde Eriksson             | Sverige  | L   | 23 juni 2005      | 162 cm | 47 kg | -          |
| 46        | MV  | Elinah Melinder            | Sverige  | L   | 29 januari 2004   | 163 cm | 55 kg | Märsta     |
| Backar    |     |                            |          |     |                   |        |       |            |
| 2         | D/F | Alana Palameta             | Kanada   | -   | 5 januari 2001    | 173 cm | -     | Windsor    |
| 12        | D   | Karolína Veverková         | Tjeckien | R   | 22 september 2004 | 179 cm | 71 kg | -          |
| 14        | D   | Magdalena Malm             | Sverige  | L   | 16 januari 2007   | 162 cm | 55 kg | Solna      |
| 17        | D   | Felicia Wallmark Holmström | Sverige  | L   | 4 april 2007      | 167 cm | 47 kg | -          |
| 18        | D   | Lionelle Näslund           | Sverige  | L   | 9 november 2007   | 160 cm | 55 kg | -          |
| 45        | D   | Moa Scott                  | Sverige  | L   | 18 januari 2008   | -      | -     | -          |
| 55        | D   | Izabel Ryding (L)          | Sverige  | L   | 19 september 2005 | 176 cm | 77 kg | -          |
| Forwards  |     |                            |          |     |                   |        |       |            |
| 3         | LW  | Elsa Hultin                | Sverige  | L   | 12 oktober 2008   | 170 cm | 58 kg | -          |
| 8         | LW  | Madeleine Al-Hammami (A)   | Sverige  | R   | 1 maj 2004        | 163 cm | 62 kg | -          |
| 10        | C   | Tilda Edsman               | Sverige  | L   | 10 maj 2007       | 170 cm | 59 kg | Solna      |
| 11        | F   | Nova Åberg (A)             | Sverige  | L   | 21 januari 2008   | 162 cm | 50 kg | Täby       |
| 15        | C   | Petra Matějová (C)         | Tjeckien | L   | 4 december 2005   | 174 cm | 74 kg | Zlin       |
| 16        | LW  | Embla Tehler               | Sverige  | L   | 17 augusti 2006   | -      | -     | -          |
| 22        | F   | Saga Wengborn              | Sverige  | L   | 5 december 2005   | 160 cm | 52 kg | Stockholm  |
| 23        | F   | Nayeli Malmberg            | Sverige  | L   | 6 maj 2008        | -      | -     | -          |
| 26        | F   | Ella Gropgård              | Sverige  | L   | 19 mars 2004      | 160 cm | 65 kg | -          |
| 28        | F   | Nathalie Näslund           | Sverige  | L   | 7 januari 2006    | 170 cm | 65 kg | -          |
| 47        | RW  | Embla Eriksson (A)         | Sverige  | R   | 23 juni 2005      | 154 cm | 45 kg | -          |
| 77        | RW  | Saga Odenbrant (L)         | Sverige  | L   | 25 september 2006 | 170 cm | 65 kg | -          |
| 78        | LW  | Agnes Brydling             | Sverige  | L   | 28 juli 2006      | 174 cm | 65 kg | -          |
| 97        | F   | Saga Hallberg              | Sverige  | L   | 13 maj 2008       | -      | -     | -          |

## Ledarstaben
| Position                           | Namn              |
| ---------------------------------- | ----------------- |
| Huvudtränare & Sportchef           | Robert Johansson  |
| Assisterande tränare               | Lennart Älgekrans |
| Assisterande tränare/videoansvarig | Albin Grönqvist   |
| Lagledare                          | Nina Wengborn     |
| Ledare                             | Ernst Melinder    |
| Materialare                        | Andreas Bryding   |
| Materialare                        | William Sahlström |

## Bilder

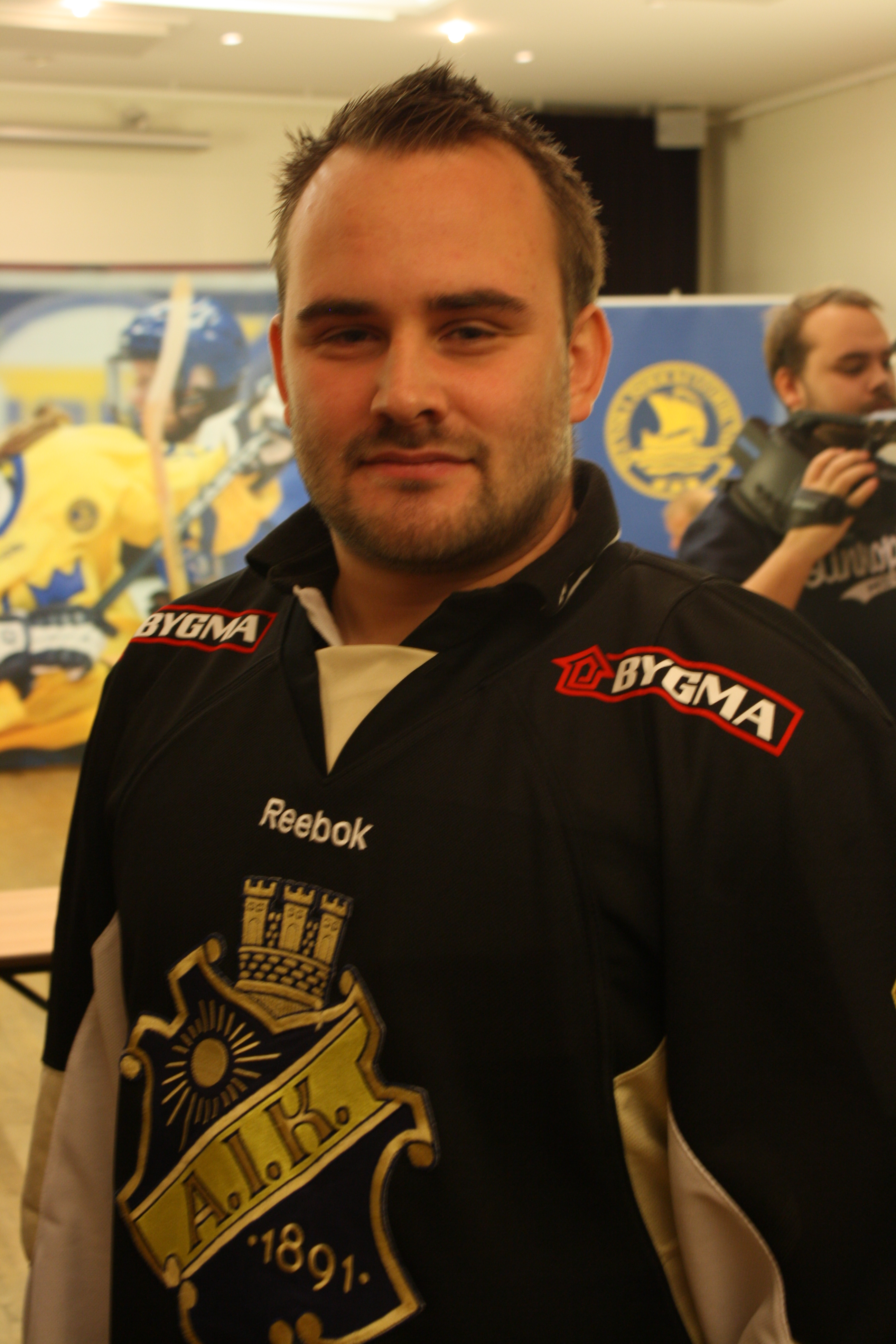
Rickard Regnell.
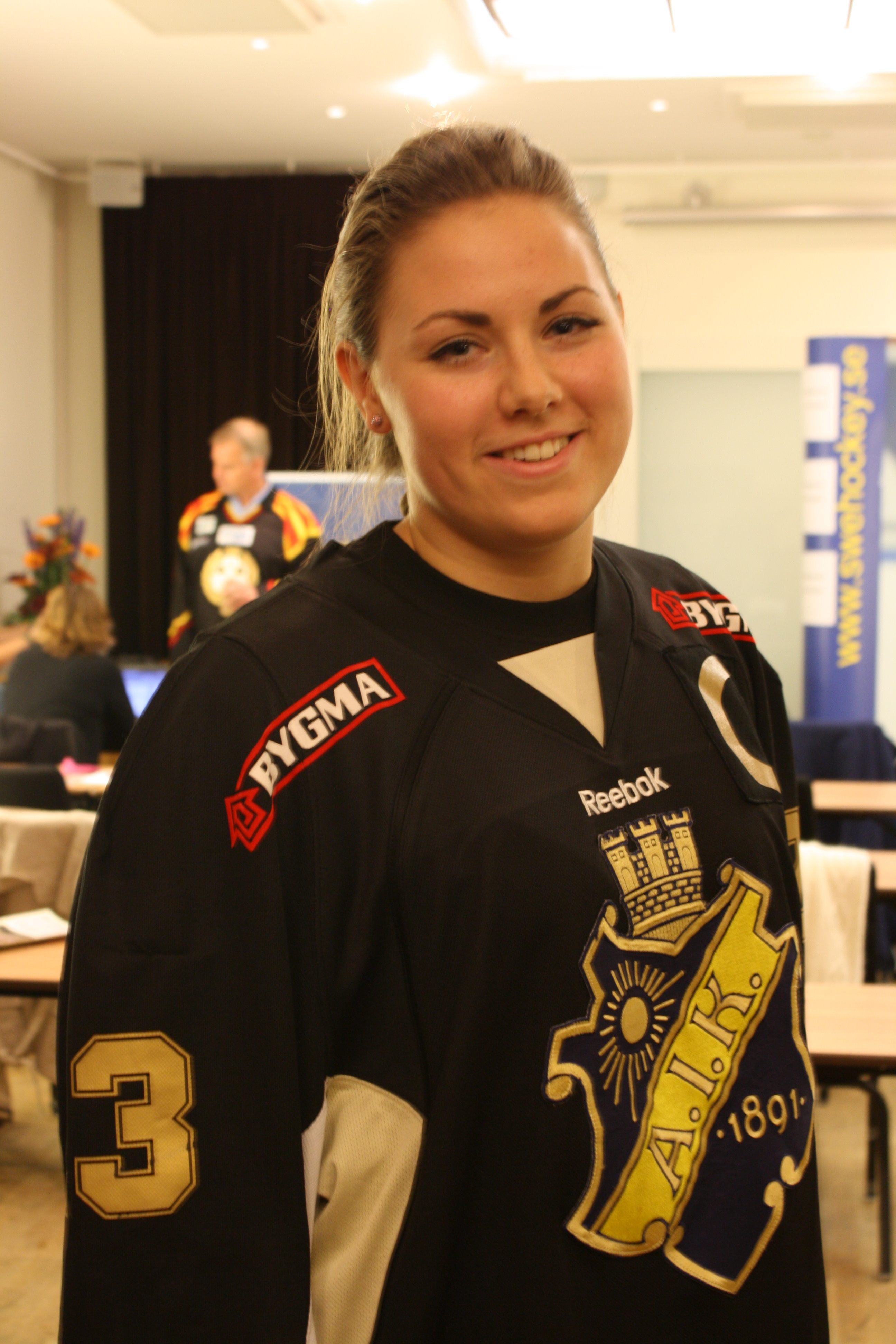
Louise Nordberg-Tenglin.
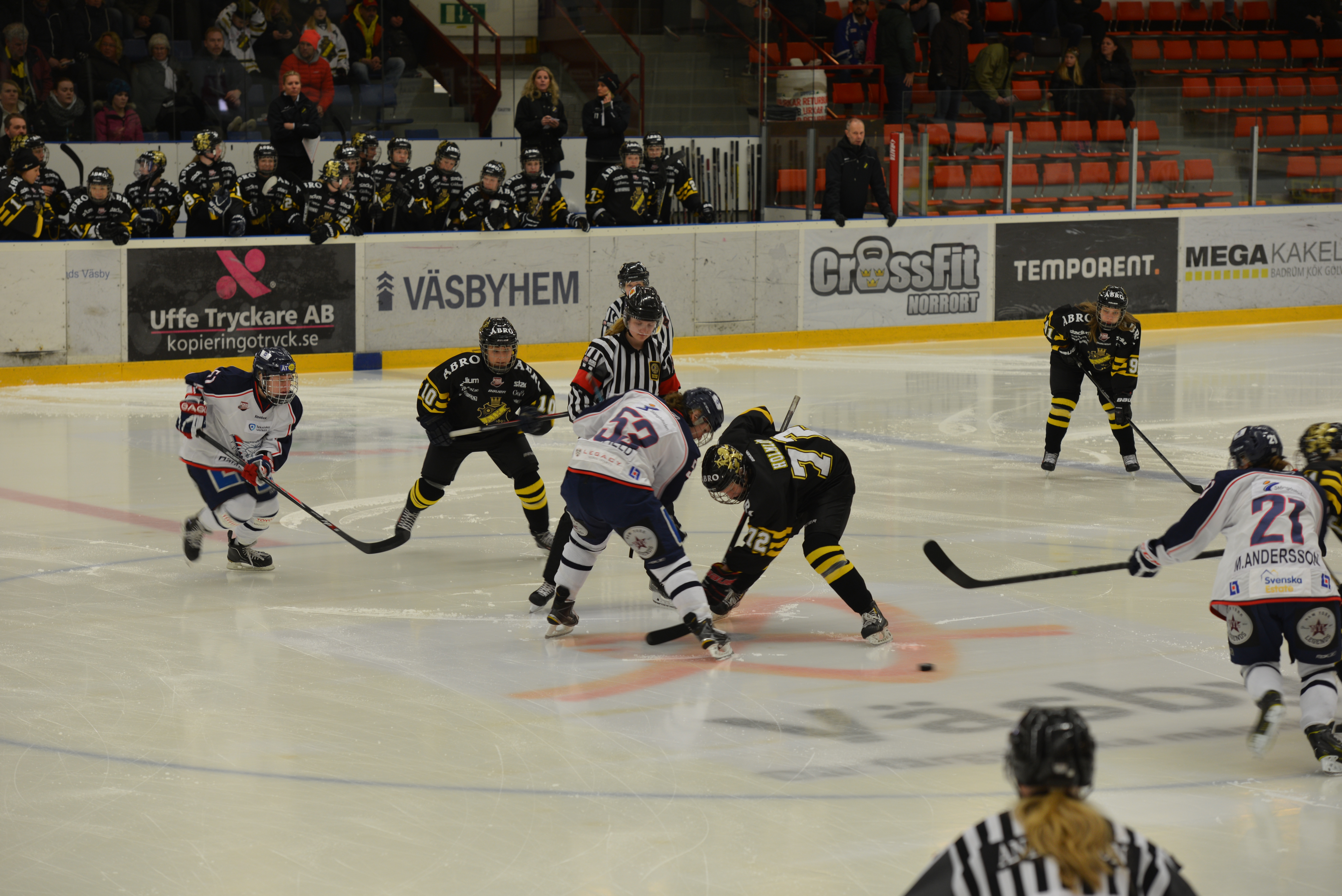
AIK möter Linköpings HC.
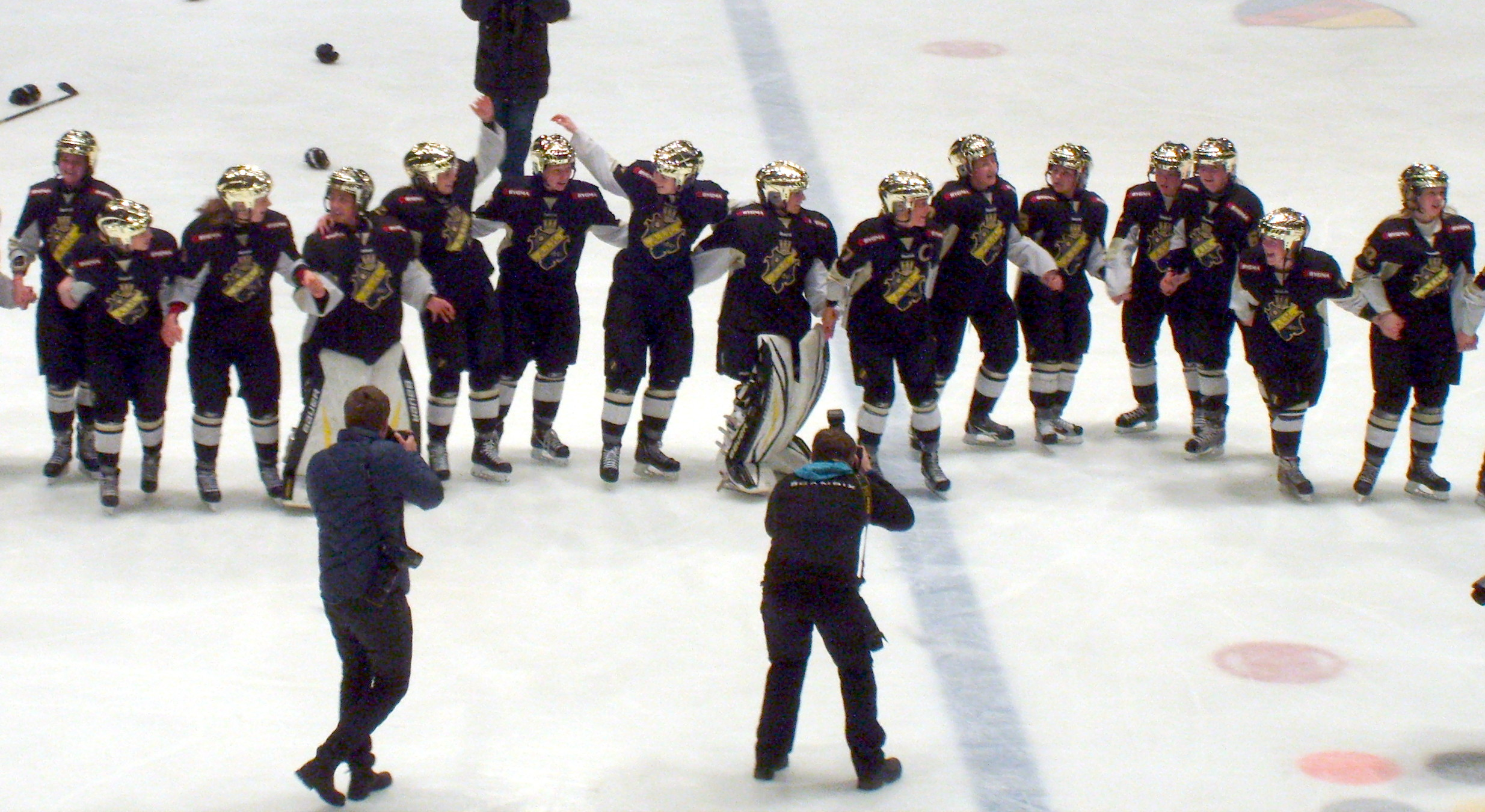
AIK svenska mästare 2013.